# Stanislaus County
Stanislaus County er et amt beliggende i Central Valley i den amerikanske delstat Californien. Hovedbyen i amtet er Modesto. I år 2010 havde amtet 514.453 indbyggere.

## Historie
Stanislaus County blev grundlagt i 1854 fra dele af Tuolumne County. 

## Geografi
Ifølge United States Census Bureau er Stanislaus' totale areal er 3.923,0 km² hvoraf de 54,1 km² er vand. 

### Grænsende amter
- Santa Clara County - sydvest
- San Joaquin County - nordvest
- Calaveras County - nord
- Tuolumne County - nordøst
- Merced County - syd
- Mariposa County - sydøst
- Alameda County - nordvest

### Byer i Stanislaus
| - Modesto - Ceres - Hughson - Newman - Oakdale, - Patterson - Riverbank - Turlock - Waterford |